# 46号基地围困战
46号基地围困战是叙利亚内战期间的一场从2012年9月下旬持续到2012年11月的围困战。当时反对派武装包围了一座位于Urum al-Sughra镇的叙利亚政府军的军事基地，在2012年11月19日反对派武装发动猛攻并最终攻占了46号基地。这场战斗被认为是叙利亚自由军在叙利亚北部的一场关键性胜利。

## 背景
46号基地为序反对派占据的阿塔勒布东南的一处山顶上，. 占地12平方公里， 靠近 Urum al-Sughra村。该基地是叙利亚西北政府军的一处主要补给和指挥中心，被认为可能是叙利亚北部同类军事基地中规模最大的一座。基地得名于驻扎在该基地的叙利亚陆军第15特战师下属的第46团。第15特战师是政府军在阿勒颇之战中的主要作战力量。
46号基地被形容为“阿勒颇之战的重要战利品”。因为他占据着伊德利卜与阿勒颇之间政府军补给通道上的咽喉位置。该基地也被用作炮击伊德利卜和阿勒颇省内的城镇和村庄。

## 战斗经过
战役开始于2012年9月下旬。由1500名主要来自阿勒颇和伊德利卜的武装分子组成的队伍被组织起来并在Ahmad al-Fajj将军的指挥下准备攻占这座基地。Ahmad al-Fajj原先是政府军的一员， 他明令禁止伊斯兰主义分子加入他的队伍。9月22日，反对派武装从亲政府民兵手中夺取了临近基地的Urum al-Sughra村，使之得以包围基地。反对派起初认为应该很快能攻陷这座基地，但政府军的防御很顽强。
直到10月9日，反对派的进攻一直停滞不前。政府军士兵和狙击手占据着临近的Kafr Ama村的一座曾经的学校，阻止了反对派的任何企图穿过2公里纵深无人区的进攻企图，并且反对派还遭到了政府军的空袭打击。反对派还缺少弹药并且指挥官之间的意见不合。尽管如此，反对派还是成功切断了基地内政府军从外界获得补给的通道。政府军只有通过直升机空投补给物资来支援基地内的部队。Ahmad al-Fajj声称有20名政府军士兵从基地内叛逃，这些人说基地内的政府军士气低落且饥饿已经在困在基地内的政府军之间造成了不合。
2012年10月14日，据报道基地内的数百名驻防部队被反对派包围。反对派声称几天前在附近击落了一家战机，并阻截了一支来自阿勒颇市的政府军装甲车部队。
11月18日，反对派武装发动猛攻并攻入了46号基地，在之后的几天清除了所有抵抗。虽然Ahmad al-Fajj将军禁止伊斯兰主义者加入进攻部队，但来自Fajr al-Islam组织的伊斯兰武装分子还是成为了参与最终进攻的多支武装团伙之一。在反对派迫使政府军撤出基地之后不久，这座基地就遭到了政府军的空袭， 但反对派始终控制着这座基地。在战斗结束后不久，外国记者就参观了这座基地，并证实反对派获得了战斗的胜利。

## 后续
在围困战中，基地内的设施都遭遇了严重损毁。所有的建筑都遭到枪弹和炮弹的损毁，至少有1座主要建筑物在最后的进攻中被摧毁。反对派劫掠了基地内的武器，并毁坏了建筑内发现的巴沙尔·阿萨德总统的画像。 据报道没有逃脱围困的政府军都被反对派俘获，但有数目不详的人在同意加入反对派后被释放。根据al-Fajj将军的说法，大约300名政府军在围困战中被打死，超过60人被俘。政府军的被击毙者掩埋在基地内的一个集体墓地中，而具al-Fajj将军的说法，被俘者将按照战犯来审判。大批基地内的军事装备落入反对派手中。大约15辆坦克和装甲车、大批火炮和火箭炮被反对派从基地内转移到靠近土耳其边境的更安全的地方。战利品中包括一批DShK重机枪和大约18枚9K32（SA-7）便携式防空导弹，这些对反对派对抗政府军空军有很大帮助。
攻占46号基地被认为是叙利亚北部反对派取得的一场重大胜利，显示出叙利亚自由军高水平的战略计划制定和组织能力。通过这次这次胜利，反对派不仅部分包围了在阿勒颇作战的政府军，还消除了政府军的一条潜在的补给通道，并打开了来自于土耳其的补给线路。46号基地的易手也被认为对反对派试图在仍在交战的伊德利卜省获得更多地盘来说很重要。在攻占46号基地之后，在阿勒颇省反对派使用缴获自政府军的武器击落了一家武装直升机和一架米格战机。反对派使用的武器可能就是缴获自46号基地。
11月21日，叙利亚人权观察组织报道，在几天前反对派对位于沙伊克苏莱曼的被围困的111团基地发动猛攻，这座基地位于46号基地以北。但这次攻占46号基地的胜利没有被复制。反对派被政府军的一次反击所击退，25名反对派丧生。 但是，有其他反对派活动分子报道在进攻中反对派短暂占领了半个基地。据说行动中反对派缴获了一批火炮以及大批弹药储备，并且反对派声称这座基地已经无法发挥作用了。11月27日，据说反对派使用缴获自46号基地的防空导弹击落了一架直升机。这架直升机执行了向沙伊克苏莱曼运输补给的任务，正返回阿勒颇。 在12月10日，沙伊克苏莱曼最终被圣战者组织“胜利阵线”所领导的反对派所占领。